# 南砺市井口体験交流センター ゆ〜ゆうランド・花椿
南砺市井口体験交流センター ゆ～ゆうランド・花椿（なんとしいのくちたいけんこうりゅうセンター ゆ～ゆうランド・はなつばき）は、富山県南砺市井口字持掛谷35番地に所在する温泉施設である。

## 概要
林野庁の「新・美しい森林むらづくりモデル事業」を導入した赤祖父山山麓の整備の一環として、1994年度から山村都市交流施設の建設に着手、1996年6月11日、井口村（当時）により井口村体験交流センター ゆ～ゆうランド・花椿として完成した。建物は砺波地方の農家に多いあずまだち造りで、木造平屋地下1階建て、延床面積755m2。総事業費は4億300万円。平成13年度『うるおい環境とやま賞』受賞。
サウナは全国で3ヶ所しかないという『ボナサーム&アウフグースサウナ』が導入されている。
老朽化に伴う改修の為、2023年4月より休業し、同年12月15日に営業を再開した。

## 温泉
当入浴施設は、浴場から500m離れた源泉である椿温泉（つばきおんせん、南砺市川上中字大野島）から引湯している。
椿温泉は地下1,001mから引いた総鉄イオンの温泉で、湧出量は動力揚水にて毎分30.1リットル、泉温は19.7℃、pHは7.2、溶存物質は940.9mg/kg。

## アクセス
城端線 福野駅から車で15分。